# 잡아라 ~It’s Coming~
〈잡아라 ~It's Coming~〉(ツカメ～It's Coming～)은 2019년 노래로, 엠넷의 서바이벌 리얼리티 프로그램인《PRODUCE 101》의 일본판인 《PRODUCE 101 JAPAN》의 참가자들이 부른 노래이다. 《PRODUCE 101 JAPAN》 의 테마 곡이기도 하다. 2019년 9월 3일에 공개됐다.